# Klaksvík

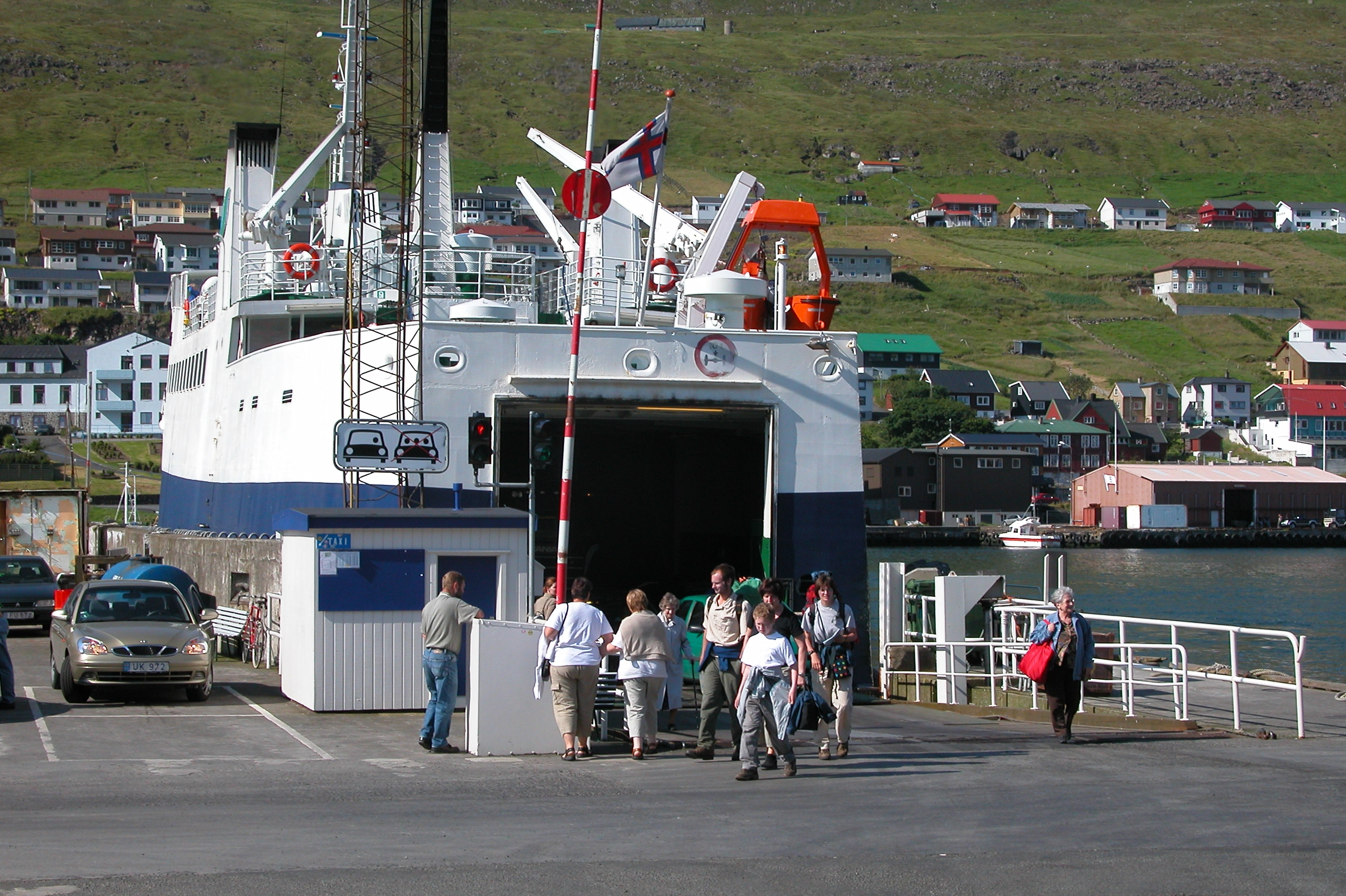
Dawny prom do Leirvík

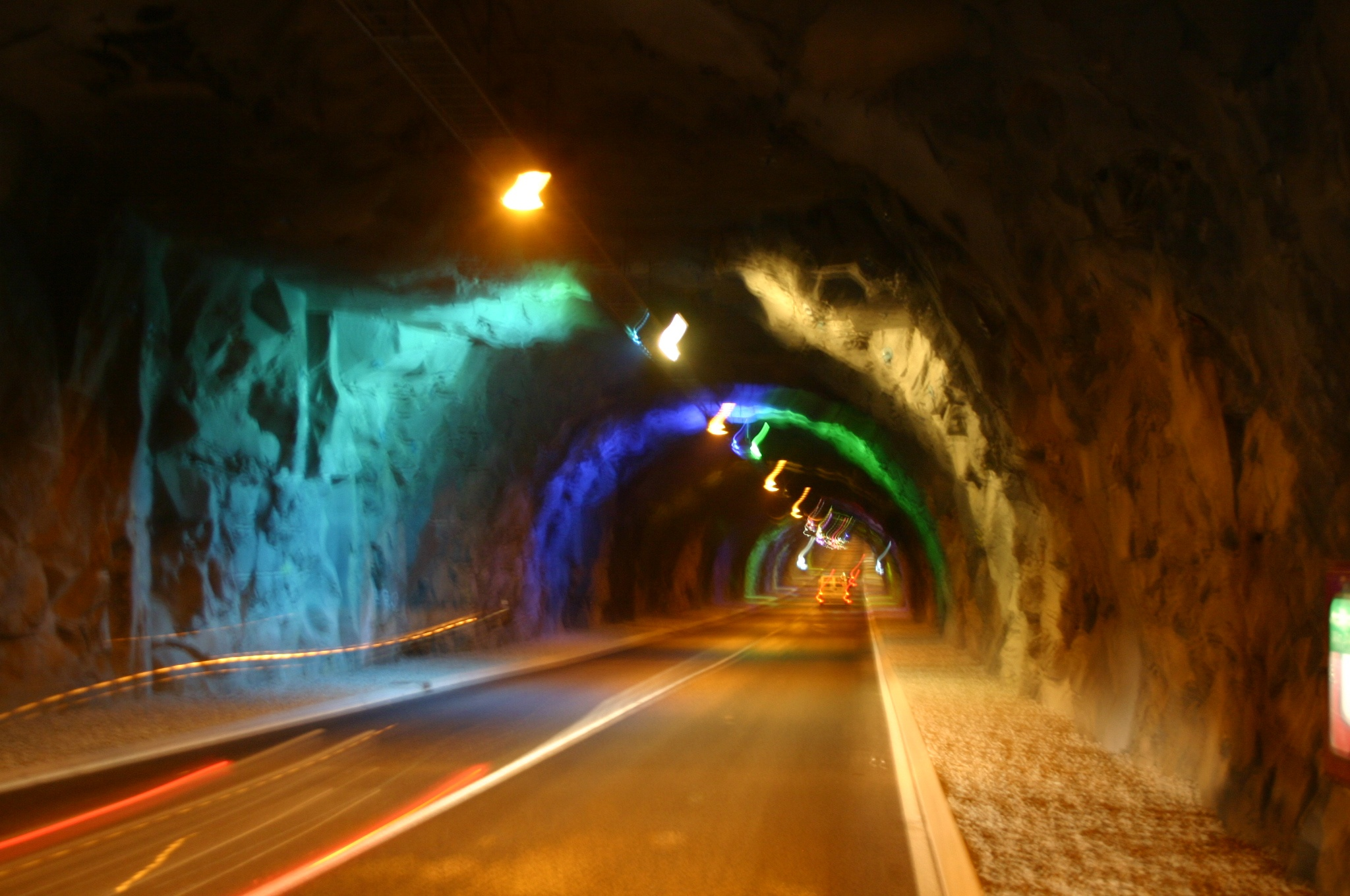
Tunel od wewnątrz

Klaksvík (duń. Klaksvig) – drugie co do wielkości miasto na archipelagu Wysp Owczych, siedziba władz administracyjnych regionu Norðoyar, obejmującym północne wyspy tego duńskiego terytorium zależnego. Leży na wyspie Borðoy, zamieszkuje je 4565 mieszkańców.
Klaksvík jest ośrodkiem Klaksvíkar kommuny. Jest to także najważniejszy port turystyczno-handlowy w tamtym obszarze. W mieście jest jeden szpital, zdolny pomieścić 40 pacjentów jednocześnie.

## Geografia

### Położenie
Klaksvík leży na wyspie Borðoy, ściślej w jej południowo-zachodniej części, należącej do Wysp Północnych (Norðoyar). Jest położone na płaskim odcinku terenu między zatoką Borðoyarvík na południu i miejscem, w którym wody cieśniny Haraldssund mieszają się z tymi wypływającymi z Kalsoyarfjørður od północy. Miasto zawdzięcza swój szybki rozwój właśnie między innymi dogodnemu położeniu – port jest całkowicie osłonięty przez otaczające go ze wszystkich stron lądy. Od strony zachodniej do miasta przylegają góry Klakkur (413 m n.p.m.) i Hálgafelli (502 m n.p.m.) połączone przełęczą Hálsur, gdzie zorganizowano punkt widokowy, z którego doskonale widać całe znajdujące się w dolinie miasto. Od wschodu znajduje się zaś Myrkjanoyrarfjall (689 m n.p.m.). Góry te są sprawcami częstych osuwisk i lawin przez co zniszczonych zostało wiele budynków.
Najbliższymi osiedlami są: niemal przyległe Ánir (24 osoby), Norðoyri (87 osób) i Árnafjørður (50 osób), do którego można dostać się tunelem z Ánir.

### Klimat
Podobnie jak na całych Wyspach Owczych w Klaksvíku panuje klimat umiarkowany, chłodny w odmianie morskiej. Temperatura rzadko przekracza tam +20 °C, a opady roczne utrzymują się zazwyczaj na poziomie powyżej 1000 mm. Występują tam niewielkie roczne amplitudy temperaturowe. Klimat może być nieco przystępniejszy od pozostałej części wysp – od porywistych wiatrów osłaniają bowiem miasto wzniesienia i wyspa Kunoy.

## Informacje ogólne

### Populacja

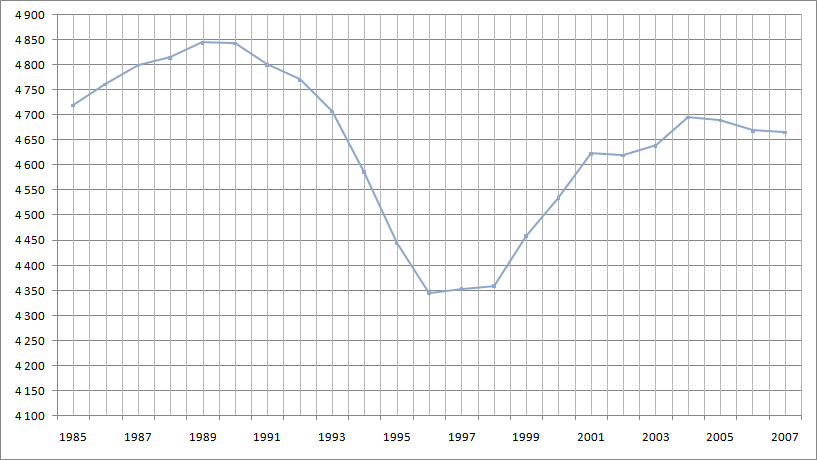
Demografia Klaksvík (1985-2007)

Znaczna większość mieszkańców Klaksvíku to Farerczycy – rdzenni mieszkańcy Wysp Owczych. Społeczeństwo miasta jest bardzo młode, największa grupę tworzą osoby w wieku od 0 do 9 lat (684 osób), a także od 10 do 19 lat (664 osoby). Ponad 600 jest także ludzi w przedziale od 40 do 49 lat (618). W 2011 liczba mieszkańców w porównaniu do poprzedniego spadła o 2 osoby. Największą liczbę ludności w Klaksvík odnotowano w 1989, kiedy było tam 4845 ludzi. Od tamtego czasu liczba ludności gwałtownie spadła by znów nieco wzrosnąć, ostatecznie jednak pozostała na dość niskim w porównaniu do 1989 poziomie. Podobnie jak w pozostałych osadach Wysp Owczych liczba mężczyzn jest większa od liczby kobiet, w tym przypadku ich stosunek wynosi 2383 do 2207 mężczyzn (1 XII 2010).

### Edukacja
Poza kilkoma szkołami podstawowymi, odpowiednikami polskich gimnazjów oraz liceami, w Klaksvíku działają też dwa technika (ekonomiczne i techniczne), szkoła muzyczna, a także szkoła kucharska. Znajduje się tak także kilka szkół morskich. Do szkoły muzycznej w roku szkolnym 2006/2007 uczęszczało 388 osób natomiast do Szkoły Morskiej w 2006 uczęszczało 23 studentów. To w tym mieście w 1899 Símun av Skarði założył Føroya Fólkaháskúlin, która to uczelnia ludowa została później przeniesiona do Tórshavn.

### Transport
Klaksvík to jeden z głównych portów archipelagu Wysp Owczych. Prócz licznych kutrów rybackich przypływa tutaj także prom łączący miasto z położonym na Kalsoy Syðradalur. Promy należą do państwowej firmy Strandfaraskip Landsins oferującej przeprawy wewnątrz archipelagu, ale także przejazdy autobusowe niebieskich linii Bygdaleiðir. W Klaksvíku swoje przystanki mają cztery linie: nr 400 biegnąca ze stolicy Wysp Owczych – Tórshavn, nr 410 kursująca na trasie Klaksvík-Norðragøta-Fuglafjørður, nr 500 łącząca miasto z osadą Viðareiði na wyspie Viðoy oraz nr 504, której autobusy docierają do miejscowości Kunoy.
Do 2006 kursował jeszcze prom wiodący do Leirvík na Eysturoy, jednak zawieszono jego działalność po wybudowaniu 5,6 km tunelu Norðoyatunnilin wiodącego obecnie z południowej części miasta właśnie do Leirvík. Do oficjalnego otwarcia tego miejsca doszło 29 kwietnia. Podróż samochodem z Tórshavn ma od tamtego czasu zajmować ok. 1 godz.

### Sport
Podobnie jak na całym archipelagu w Klaksvíku bardzo popularną dyscypliną jest piłka nożna. Znajduje się tam siedziba klubu piłkarskiego KÍ Klaksvík istniejącego od 1904. Zespół ma do dyspozycji boisko będące częścią kompleksu sportowego, w którego skład wchodzi jeszcze pływalnia. Obecnie stadion może pomieścić 3000 osób, na 2009 planowano jednak modernizacja i rozbudowa całego kompleksu. W mieście ma też siedzibę klub szachowy, Klaksvíkar Talvfelag.

## Historia
Osadnictwo w rejonie Klaksvíku sięga jeszcze czasów wikińskich. W średniowieczu na nizinnym terenie w obrębie dzisiejszego miasta założono pięć farm, do których szybko zaczęli napływać nowi mieszkańcy by osiedlić się w okolicach. Niewiele później osadnictwo to dało początek pięciu wsiom – Myrkjanoyri, Gerðar, Uppsalir, Vágur i Norðori określane czasami przez mieszkańców południowej części archipelagu wspólną nazwą Norðuri í Vági (na Północy w Zatoce) zaś przez tych, którzy zamieszkiwali północne rejony – í Bø (na Polu). Po raz pierwszy opisano je w 1584. Wszelkie rozmowy o sprawach rejonu odbywały się w budynku miejscowego thingu. Nie przetrwał on jednak do współczesnych czasów, został zniszczony przez 2 lawiny w połowie XVIII wieku. Dziś na jego miejscu stoi pomnik.

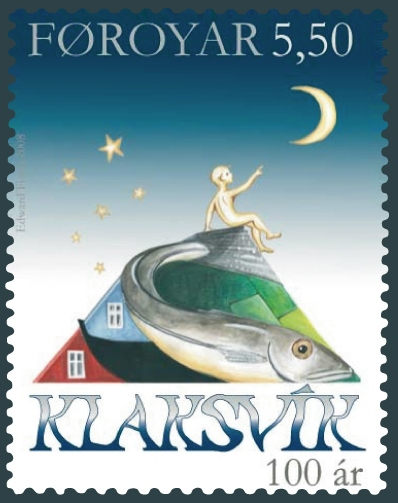
Znaczek wydany na cześć setnych urodzin miasta

Wymiana towarowa w mieście zaczęła się rozwijać kiedy ustanowiono tam placówkę duńskiego monopolu handlowego jakim objęto całe wyspy w pierwszej połowie XIX wieku. Stało się do dokładnie w 1838. Budynek ten jest obecnie jedynym funkcjonującym muzeum w mieście. Prócz tego w tamtym okresie wszystkie gminy rejonu północnego połączyły się w jedną, mającą swoje centrum właśnie we współczesnym Klaksvíku. To również przyczyniło się do znacznego wzrostu populacji w mieście, która w 1908, kiedy 5 oddzielnych osad połączyło się w jedno miasto, wynosiła nie więcej niż 1000 osób. Wtedy też nadano mu nazwę Klakksvík, miejscowość stała się też tamtego czasu oddzielną gminą. Z czasem nazwa miejscowości przekształciła się w dzisiejsze Klaksvík.
16 kwietnia 1915 wyszedł pierwszy numer gazety Norðlýsið (Światło Północy) będącej jednocześnie pierwszą gazetą w tamtym regionie. Zajmowała się ona sprawami całego regionu Norðoyar, a że populacja Klaksvíku już wtedy stanowiła większość w tym obszarze pismo opisywało głównie sprawy związane z miastem. Początkowo ukazywała się ona z czcionką wykorzystująca duński alfabet, przez co trzeba było zastąpić literę ð znakiem đ. Gazeta funkcjonuje do dziś.
Ogromnym sukcesem dla miasta były lata 30. XX wieku, kiedy zaczęło powstawać współczesne nadbrzeże i nowe osiedla ludzkie. Okres ten trwał aż do lat 60., kiedy Klaksvík stał się najlepiej rozwiniętym portem rybnym na Wyspach Owczych i osiągnął 4000 mieszkańców. Miasto stało się centrum przemysłowym i kulturowym regionu. Jego rozwój zwolnił od tamtej pory znacząco. Na początku lat 90. cały archipelag odczuł poważnie kryzys gospodarczy. Uderzyło to także w Klaksvík, który w przeciągu kilku lat stracił prawie pół tysiąca z 4,8 tys. mieszkańców. Miasto do dziś nie odrobiło tej straty demograficznej.
Do dziś rybołówstwo w Klaksvíku odgrywa znaczącą rolę w gospodarce całego kraju. Działają tam największe firmy w tej branży dostarczające ponad 20% całego dochodu z produkcji ryb na archipelagu. Nieco na północ otworzono giełdę rybną, a największy stacjonujący tam trawler-przetwórnia Næraberg jest jednocześnie największa tego typu farerską jednostką. W mieście ma siedzibę browar Föroya Bjór.

## Turystyka

### Ciekawe miejsca

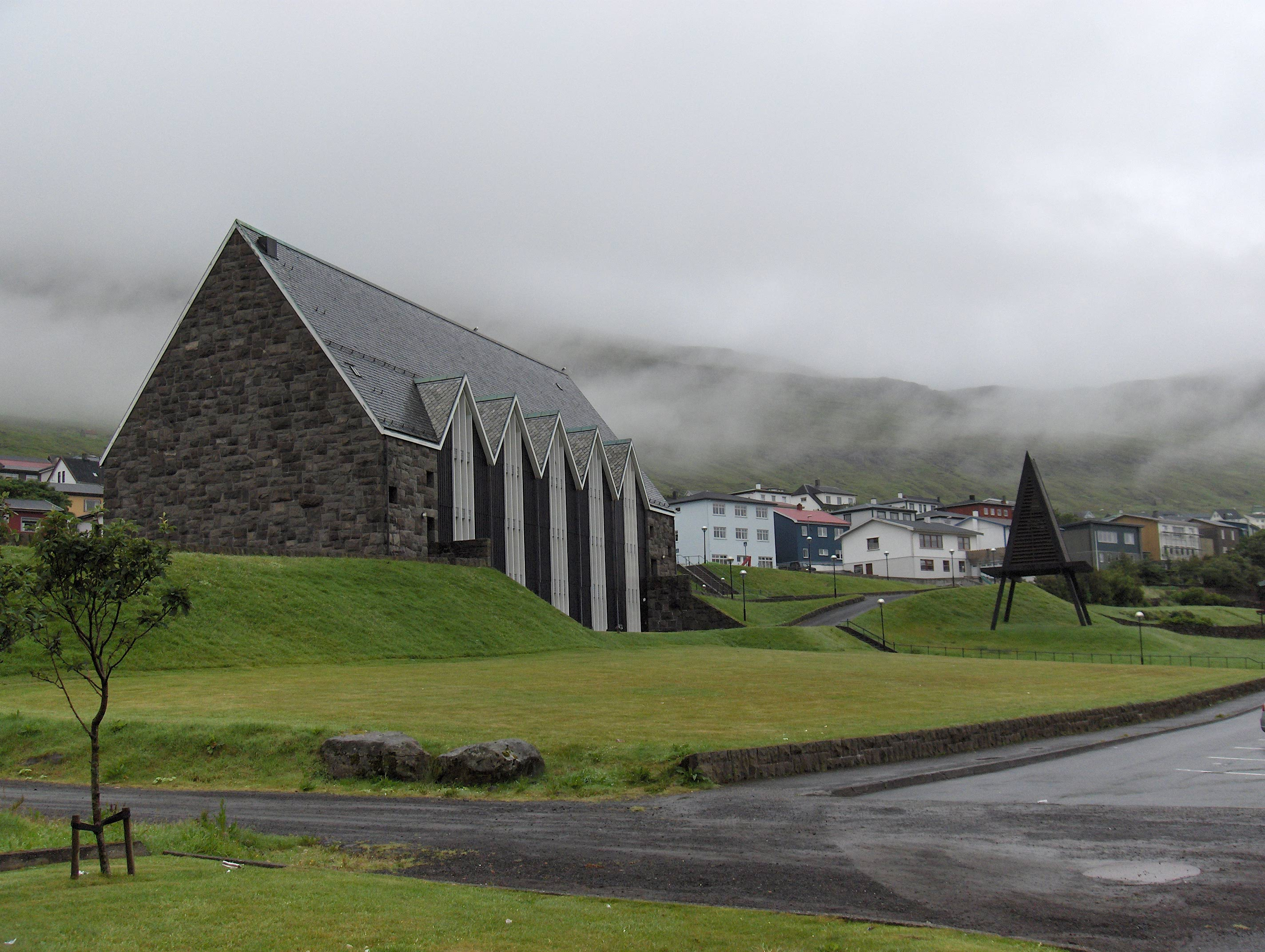
Christianskirkjan od tyłu

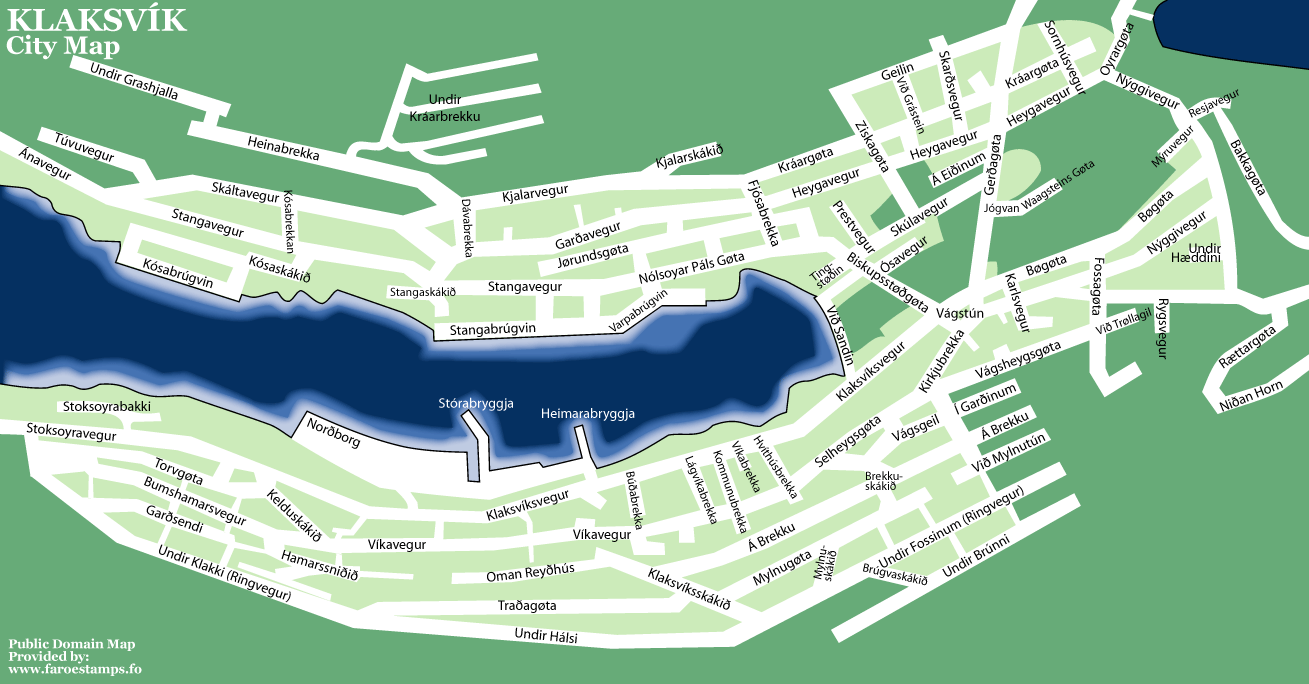
Mapa miasta

- Christianskirkjan to jedyny kościół w mieście. Został zbudowany w 1963, od początku należał do wspólnoty luterańskiej będącej w większości na całych Wyspach Owczych. Jego architekt Duńczyk Peter Koch wzorował się na gotyckiej Katedrze Magnusa zbudowanej około roku 1300 w miejscowości Kirkjubøur na północnej części wyspy Streymoy. Zapożyczono z niej obszerne, strzeliste okna, konstrukcję oraz rozetę, a także budulec, z którego została wykonana – bazalt. W obszernym wnętrzu można znaleźć granitową chrzcielnicę znalezioną w jednym ze starych kościołów północnej Zelandii i przekazaną do Christianskirkjan przez Kopenhaskie Muzeum Narodowe. Pod sufitem przyczepiona została łódź na ośmiu wioślarzy, która ma przypominać o tragedii mieszkańców Skarð z 1913, kiedy to miejscowość ta całkowicie się wyludniła.

- Norðoya Fornminnissavn (Muzeum Wysp Północnych) jest jedynym muzealnym obiektem w całym mieście. Znajduje się przy ulicy Klaksvíksvegur 86, na zachodniej stronie zatoki wokół której usytuowane jest miasto, tuż przy samym porcie. Budynek, w którym znajduje się muzeum jest pozostałością po duńskim monopolu handlowym. Wzniesiono go w 1838. Obiektem muzealnym stał się w 1968. Składa się z dwóch najważniejszych pomieszczeń. W pierwszym z nich znajdują się przedmioty życia codziennego z dawnych lat archipelagu. Drugi pokój zwany jest Apteką, tam bowiem od 1932 do 1961 znajdowała się właśnie apteka, początkowo jednak w 1919 służył jako sklep z materiałami sukienniczymi, wtedy też został pomalowany przez lokalnych malarzy takich jak Eliesar Joensen czy Jens Guttesen.

- Úti í Grøv znajduje się na obrzeżach miasta od strony południowo-wschodniej. Ma być to jedno z najpiękniejszych miejsc na archipelagu Wysp Owczych będące inspiracją dla wielu malarzy i pisarzy. Rośnie tam wiele kwiatów, krzewów, a nawet drzew będących unikatem dla tego regionu. Zostało tam odtworzone kilka zabudowań z czasów wikingów. Są tam też pierwsze pływalnie archipelagu zbudowane w 1902[9].

- Filana jest fabryką wełny, w której pracują wciąż stuletnie maszyny. Rzeczy przez nie wytworzone nadal sprzedawane są w pobliskim sklepie.

- W mieście znajduje się jeden pomnik powstały w miejscu, gdzie do połowy XVIII wieku znajdował się budynek lokalnego thingu. Został on zniszczony przez dwie lawiny w 1745 i 1765.

### Zakwaterowanie
- Hotel Klaksvík (Hotel Sómansheim) jest trzygwiazdkowym, jedynym hotelem w mieście. Mieści się przy ulicy Víkavegur 38 znajdującej się na zachodnim brzegu zatoki portowej. Dzięki wzniesieniu łańcucha górskiego, w którym między innymi znajduje się góra Klakkur (413 m n.p.m.) i Hálgafelli (502 m n.p.m.), roztacza się stamtąd widok na całą niżej położoną część miejscowości, a także na tę znajdującą się po drugiej stronie zatoki. Hotel posiada 24 pokoje dwuosobowe. W każdym z nich znajduje się łazienka, internet i telewizor z 11 programami[10]. Hotel oferuje także szeroki zakres usług gastronomicznych – są tam dwie restauracje, jedna zdolna pomieścić 30, a druga 60 osób[10]. Istnieje również możliwość wynajmu trzech sal: bankietowej (150 osób), konferencyjnej (15 osób) i dziennej (20 osób)[10].

- Prócz hotelu w mieście znajduje się wiele obiektów typu Bed & Breakfast, domków letniskowych i apartamentów. W niemal żadnym z nich nie można palić papierosów, a ceny za dobę wahają się od 700 do 900 duńskich lub farerskich koron za czteroosobowe miejsce[11]. Prócz tego znajduje się tam schronisko młodzieżowe Ibúð, gdzie za 2-osobowy pokój należy zapłacić około 350 koron.

## Urodzeni w Klaksvíku

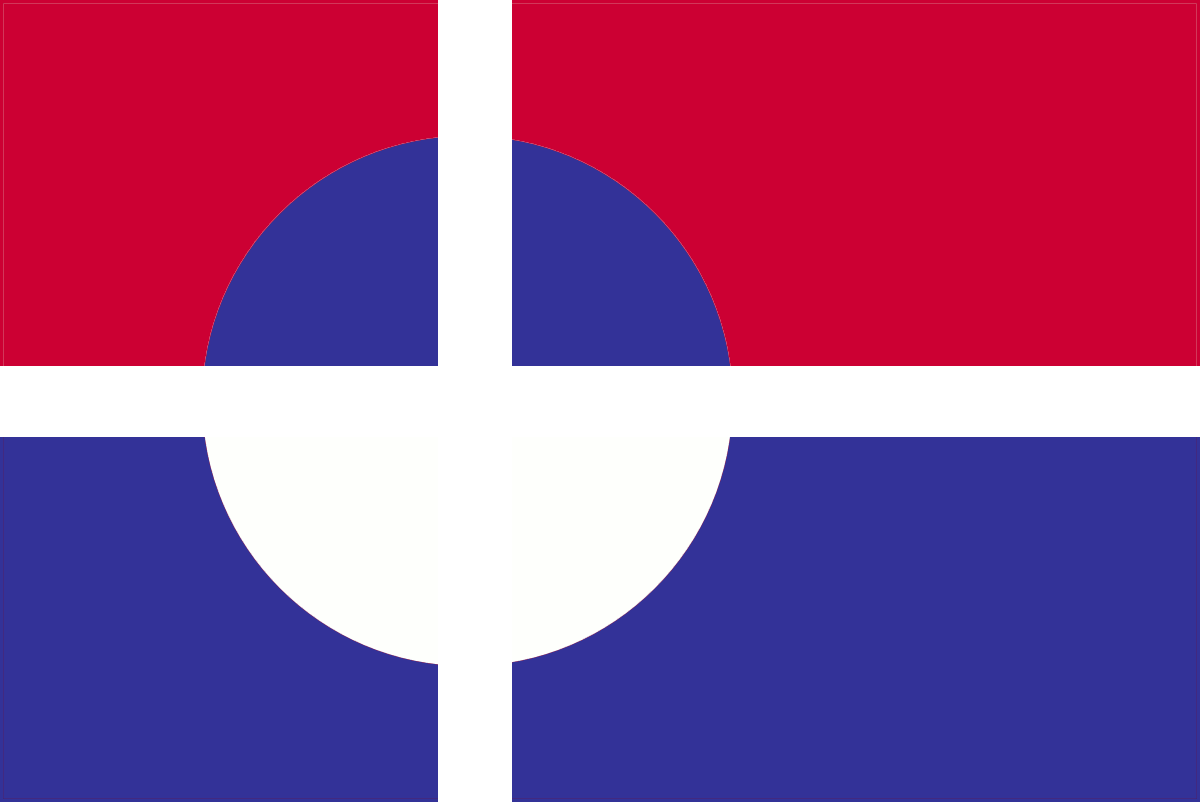
Alternatywna flaga Wysp Owczych zaprojektowana przez Malan Marnersdóttir

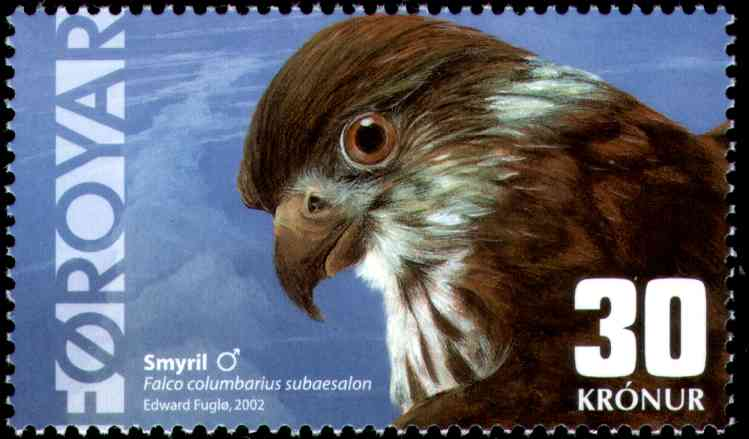
Znaczek Edwarda Fuglø Smyril (Falco columbarius subaesalon)

- Einar Fróvin Waag – polityk, lider Farerskiej Partii Socjalistycznej w latach 1968–1969|69. Urodził się 29 lipca 1894. Przez pewien czas sprawował pieczę nad założonym przez swego ojca browarem Föroya Bjór. Zmarł w swym rodzinnym mieście 6 lipca 1989.
- Elinborg Lützen – jedna z pierwszych farerskich grafików. Urodziła się 26 lipca 1919. Sześć z jej prac znalazło się na farerskich znaczkach pocztowych z 1948. W późniejszych latach życia przeniosła się do Tórshavn, gdzie zmarła 22 listopada 1995.
- Torleif Sigurðsson – urodzony w 1946, działacz sportowy, przyczynił się do członkostwa farerskiej drużyny narodowej w FIFA i UEFA. Od 1981 do 2002 był prezesem Farerskiego Związku Piłki Nożnej, później zaś Farerskiego Związku Wioślarstwa. Przez pewien czas był też prezesem KÍ Klaksvík. Zmarł 12 lutego 2008.
- Anfinn Kallsberg – urodzony 19 listopada 1947, polityk, premier Wysp Owczych w latach 1998–2004, lider Farerskiej Partii Ludowej. W latach 2005–2007 zasiadał jako jeden z dwóch posłów z Wysp Owczych w duńskim Folketingu.
- Malan Marnersdóttir – Ph.D., jedna z członkiń ruchu feministycznego na Wyspach Owczych. Urodzona 25 stycznia 1952. Pisarka, w latach 1998–2004 rektor Uniwersytetu Farerskiego, od końca swej kadencji wykłada tam literaturę. Jest skandynawistką. Jej książka Analiza Farerskiej Literatury (Analyser af færøsk litteratur) została w 2001 wydana przez wydawnictwo z Århus i rozpowszechnione w całej Danii.
- Edward Fuglø – scenarzysta i projektant kostiumów scenicznych. Twórca licznych znaczków pocztowych i wielu grafik. Nawiązał ścisłą współpracę z pocztą Wysp Owczych – Postverk Føroya. Jego znaczek Smyril (Falco columbarius subaesalon) został uznany przez 30 tysięcy niemieckich filatelistów za drugi najpiękniejszy znaczek pocztowy w Europie.
- Hanni Bjartalið – malarz, urodzony w 1968. Skończył szkołę plastyczną w fińskim mieście Kokkola. Miał wiele wystaw na Wyspach Owczych, w Danii, Finlandii czy Niemczech. Obecnie mieszka w Finlandii.
- Gunnar H. Thomsen – basista, urodzony 5 lipca 1975, grający w zespole viking/folk metalowym Týr. W grupie tej pełni też rolę chóru. W 1997 przeniósł się do Kopenhagi, gdzie następnie zamieszkał.
- Rógvi Jacobsen – zawodowy farerski piłkarz, urodzony 5 marca 1979, reprezentant Wysp Owczych. Strzelił w drużynie narodowej 10 bramek czym pobił poprzedni rekord Todiego Jónssona (9 goli). Jest jednym z najwyższych farerskich piłkarzy, mierzy ponad 190 cm wzrostu. Gra obecnie w norweskim klubie IL Hødd.

## Miasta partnerskie
- Grenaa[12]
- Kópavogur[12]
- Norrköping[12]
- Odense[13]
- Sisimiut[12]
- Tampere[14]
- Trondheim[15]
- Wick[12]

### Literatura
- Marcin Jakubowski i Marek Loos, Wyspy Owcze, Szczecin 2003 ISBN 83-913526-3-3.
- Gunnar Hoydal i inni, Tourist Guide Faroe Islands 2007